# Saint-Jean-Trolimon
 Saint-Jean-Trolimon  (en bretón Sant-Yann-Drolimon) es una población y comuna francesa, situada en la región de Bretaña, departamento de Finisterre, en el distrito de Quimper y cantón de Pont-l'Abbé.

## Demografía
| 804 | 758 | 666 | 735 | 727 | 845 |
| Para los censos de 1962 a 1999 la población legal corresponde a la población sin duplicidades (Fuente: INSEE [Consultar]) |     |     |     |     |     |